# Ngô Lập Chi
Ngô Lập Chi (1888 - 1968), tên cũ là Ngô Trọng Hưng, hiệu Bái Đinh, biệt hiệu Hồ Hoa chủ nhân; là một nhà giáo, và là nhà nghiên cứu cổ văn Việt Nam.

## Tiểu sử
Quê Ngô Lập Chi ở xã Bái Dương, huyện Nam Chân, nay là huyện Nam Trực, tỉnh Nam Định. Ông xuất thân trong một gia đình có truyền thống thi thư, thuộc dòng dõi Chương Khánh công Ngô Từ của nhà Lê sơ, và Tiến sĩ Ngô Thế Vinh dưới triều nhà Nguyễn.
Thuở nhỏ, ông theo Nho học. Khoa thi Hương năm Kỷ Dậu (1909, năm Duy Tân thứ 3), ông đỗ Cử nhân, vào học trường Hậu bổ, rồi được bổ làm quan.
Ban đầu, ông làm Huấn đạo huyện An Lão, tỉnh Kiến An; sau chuyển sang làm trợ tá huyện Vũ Tiên (tỉnh Thái Bình), rồi về hưu trí.
Sau Cách mạng tháng Tám, năm 1946, ông làm Chủ tịch Ủy ban hành chánh huyện Nam Trực (Nam Định) cho đến năm 1947, rồi đổi sang làm Hội trưởng Hội Liên Việt tỉnh Nam Định.
Khi quân Pháp trở lại Việt Nam, và tiến đánh tỉnh Thái Bình, ông phải tạm cư ở vùng Pháp chiếm rồi lên Hà Nội, làm nghề cho đơn thuốc, dạy chữ Hán (lớp mở ở đền Ngọc Sơn) của Văn hóa hiệp hội.
Năm 1953, ông được cử thay Phó bảng Nguyễn Can Mộng dạy chữ Hán ở trường Đại học Văn khoa và Sư phạm Đông Dương ở Hà Nội.
Sau năm 1954, ông công tác ở bộ phận phiên dịch tài liệu chữ Hán ở trường Đại học Tổng hợp Hà Nội.
Năm 1961, ông về hưu trí và mất ngày 28 tháng 1 năm 1968 (Đinh Mùi)

## Tác phẩm
- Hồ Hoa chủ nhân văn thi tập (gồm văn thơ chữ Nôm và chữ Hán do ông sáng tác).
- Truyền kỳ tân phả (cùng dịch với Trần Văn Giáp, 1962).
- Hợp tuyển thơ văn Việt Nam (cùng soạn với một số tác giả). Tập II (thế kỷ X - XVII) và tập III (thế kỷ XVIII - XIX).
- Phủ biên tạp lục, dịch năm 1956.